# Lars Eighner
Lars Vail Eighner (Corpus Christi, 25 de novembro de 1948) é um escritor norte-americano de ficção.
Conhecido pelo seu livro Travels with Lizbeth, uma memória dos sem-abrigo da Sudoeste Americano do final da década de 1980, que incluía o ensaio On Dumpster Diving que foi várias vezes seleccionado para  antologias com o título My Daily Dives in the Dumpster. Eighner publicou também Pawn to Queen Four, uma novela, Lavender Blue: How to Write and Sell Gay Men's Erotica, Gay Cosmos, um ensaio sobre teoria gay e outros estudos sociológicos, bem como numerosos contos eróticos gay.

## Biografia
Filho de Alice Elizabeth Vail Eighner (mais tarde, Harlow) e Lawrence Clifton Eighner, e neto dos poetas texanos Alice Ewing Vail e John Arthur Vail, Eighner cresceu em Houston, Texas, e completou a sua educação na Lamar High School, em 1966. Da sua educação superior consta um curso de técnicas de escrita, na Rice University, e estudos étnicos na Universidade de Texas.
Inicia a sua carreira como escritor no início da década de 1980, com um livro de contos intitulado Bayou Boy and Other Stories (Gay Sunshine Press, 1985). No final da mesma década, decide tornar-se um sem-teto, passando a viver nas ruas de Austin e Los Angeles com seu cão, Elizabeth. Suas experiências como sem-teto foram a inspiração para o livro que o lançou para a ribalta do mundo literário americano: Travels with Elizbeth (Ballantine Books, 1994). Além do sucesso comercial do livro (sobretudo do ensaio On Dumpster Diving, que revela satiricamente as técnicas desenvolvidas por ele para encontrar bens reaproveitáveis no lixo), Eighner foi eleito como membro do Instituto de Letras do Texas em 1994.
Após o sucesso de Travels With Elizabeth, On Dumpster Diving foi revisto e ampliado em My Daily Dives in the Dumpster. Após essas obras, Eighner lançou o romance Pawn to Queen Four, Lavender Blue: How to Write and Sell Gay Men's Erotica, para além da sua obra sociológica sobre comunidade gay nos Estados Unidos, intitulada Gay Cosmos, entre outros textos de menor importância.

## Ligações Externas
- Página Oficial
- Página Pessoal no MySpace.com